# Pierre Lardin
 (mai 2014).

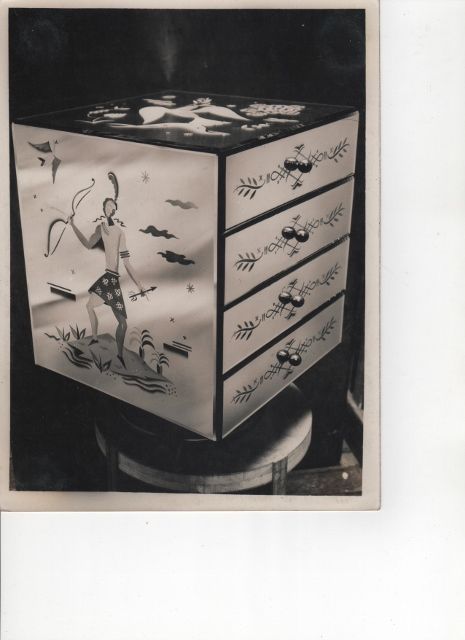
Petit meuble à fards avec panneaux en glace gravée.

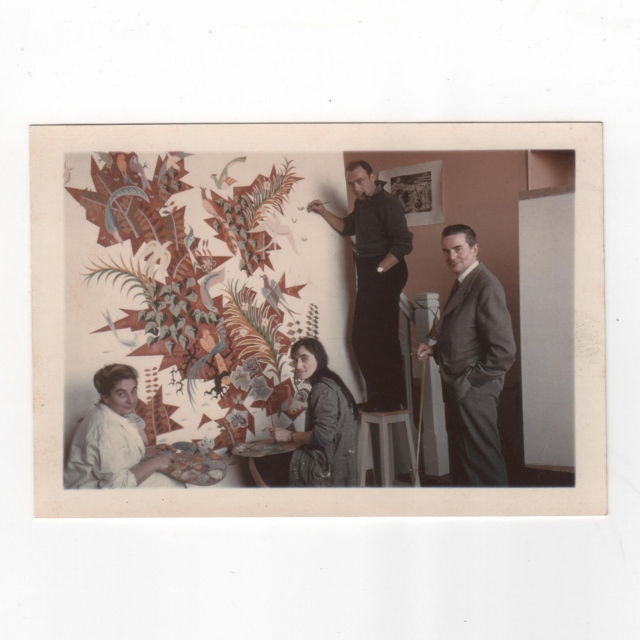
Pierre Lardin surpervisant le travail d'une peinture dans son atelier de Bordeaux.

Pierre Lardin, né le 14 janvier 1902 à Paris où il est mort le 4 août 1982, est un artiste verrier français, l'un des plus réputés de l'après-guerre avec Max Ingrand et Robert Pansart.

## Biographie

### Ses débuts
Il passe quatre années de 1916 à 1920, à l'école Boulle (atelier de gravure au burin). Il sort 1er au concours de fin d’études. Il entre ensuite chez Maurice Dufrêne de 1920 à 1924 qu’il suivra plus tard à « La Maîtrise » des Galeries Lafayette, puis travaille dans les ateliers du ferronnier Edgar Brandt, du joaillier Cartier, et termine différents et longs stages chez Gruber où il s’initie au vitrail. Il a également travaillé avec Marc Simon, décorateur-ébéniste à Paris. Dès lors, Pierre Lardin se spécialise dans l’art du verre gravé.

### L'enseignant
Il consacre très tôt une large part de son temps à l’enseignement à l'École supérieure des beaux-arts de Valenciennes. À Paris, il est directeur de l'école professionnelle d'apprentissage de la Bijouterie de Fantaisie puis professeur de décoration et technologie à l'école d’Art et de Publicité, de 1934 à 1939. 
Il décide à partir de 1954 de se consacrer à l'enseignement, il sera directeur de l'école des beaux-arts de Grenoble de 1954 à 58 et directeur de l'école des beaux-arts de Bordeaux de 1958 à 73, jusqu'à sa retraite en 1973 ou il sera fait directeur honoraire.

### L'artiste
Depuis 1921, Pierre Lardin a pris part aux Salon des artistes decorateurs et aux grandes manifestations d’art décoratif à l’étranger.
Il a reçu le grand Prix de l'Exposition des Arts décoratifs de 1925, a été le lauréat de la Fondation Blumenthal en 1932, et a reçu le prix Plumet en 1934. 
Boursier de l’état en 1935, Pierre Lardin a exécuté le bureau du maire du 18e arrondissement et s’est vu confier la décoration murale — en collaboration avec Robert Antral, Brianchon, Planson et Guy Loé — de la salle des actes du lycée Janson de Sailly et a exécuté d’importants aménagements et décoration murales en glace pour différents paquebots. D’autre part, il a réalisé les vitraux de l’église de Bosquet (Somme) et décoré la porte du salon des artistes décorateurs de 1934.
Il a été fait Chevalier des Arts et Lettres en 1955.

## Représentation
Le musée d'art moderne de la ville de Paris a acquis, parmi les œuvres de Pierre Lardin, un grand plateau rond à anse avec décor central représentant une sirène en 1934.
Le musée national Adrien Dubouché de Limoges détient un panneau « Orphée» en verre gravé. Deux autres œuvres sont détenues par le musée des arts décoratifs de Paris.

## Réalisations

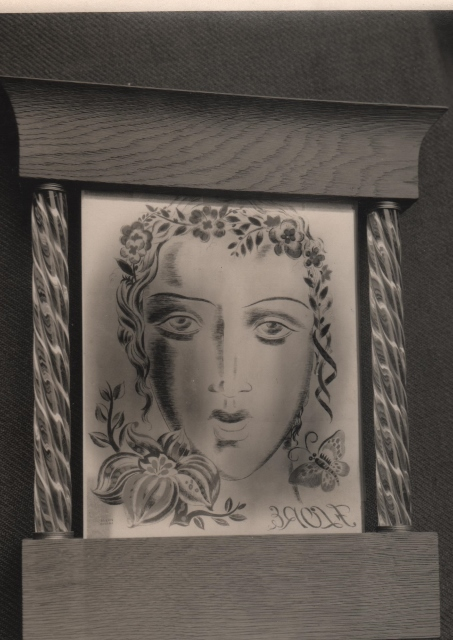
Petite glace gravée (Flore).

Si Pierre Lardin est surtout connu pour son œuvre de verrier, sa formation de graveur, aussi bien que sa longue collaboration avec Maurice Dufrêne, lui ont permis de s’exprimer dans des genres très différents : il a réalisé des ensembles mobiliers, des décors de théâtre, des modèles de papiers peints (Nobilis Éditeur), des vase pour la Manufacture nationale de Sèvres, des marionnettes de bois pour la Compagnie Lyonnaise, ou encore des jouets. Enfin, pendant sa captivité à Cracovie, il a créé, dirigé et réalisé avec ses camarades du camp une revue Le Crack couronné par l’Académie française. 
Quant au graveur sur verre ou sur glace, en dehors de vastes revêtements muraux, de panneaux décoratifs, isolés ou destinés à parer meubles, tables ou paravents[Quoi ?], il a exécuté quantité de miroirs d’appartement pour lesquels il a laissé libre cours à une fantaisie animée par les jeux et les grâces de déesses et de mythes ou d’un poétique bestiaire : licornes, biches, cygnes et colombes.
Dans les années 30 et de 1946 à 54, puis par période jusqu'en 1965, il a réalisé de nombreuses glaces gravées peintes avec patines et dorées, commandées par les établissements des Frères Mottet à Saint Nicolas de Redon, pour la Compagnie Générale Transatlantique à Saint Nazaire, notamment sur les paquebots (Ile de France, Liberté, Normandie, France, etc.).
La glace est pour Pierre Lardin une matière dont l’aspect et la nature peuvent être modifiés à l’infini : gravure à la roue, au jet de sable, à l’acide, sans oublier toute la gamme des patines ou des argentures colorées, il se plaît à tailler, à organiser des compositions plus austères, faites d’épaisses dalles de verre dont les éclats neigeux, les opacités de gel ou les transparences nacrées tiennent lieu de décor.

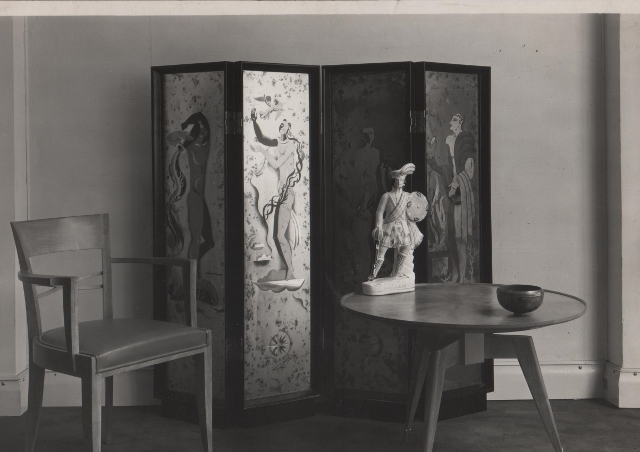
Paravent des quatre éléments avec Mobilier et Objets d'art.
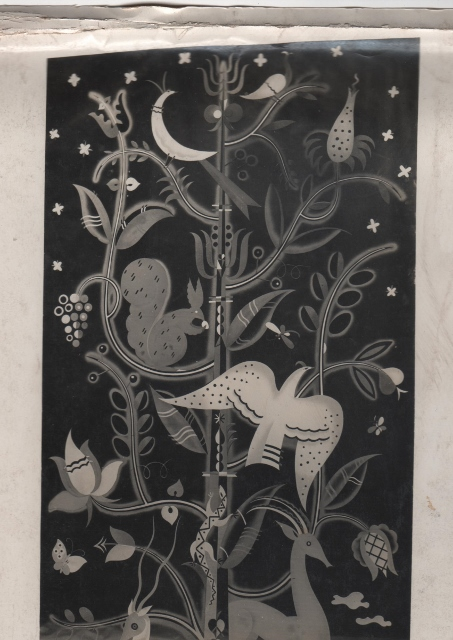
Grande glace gravée (scène nature).
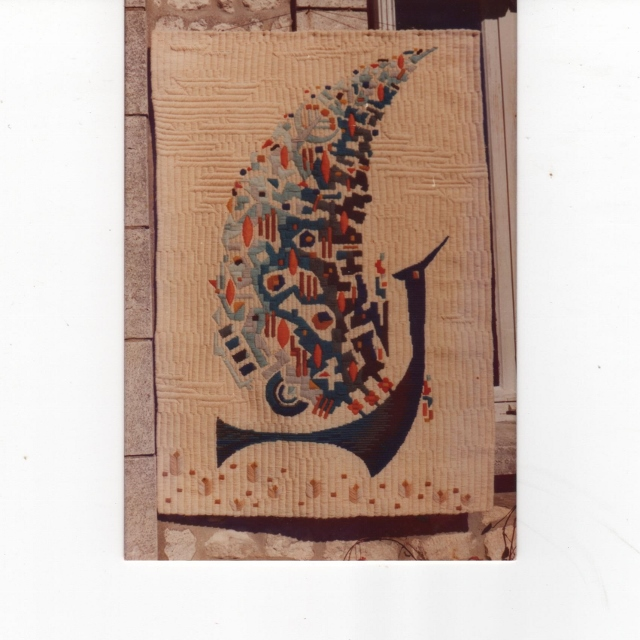
Tapisserie 1975.
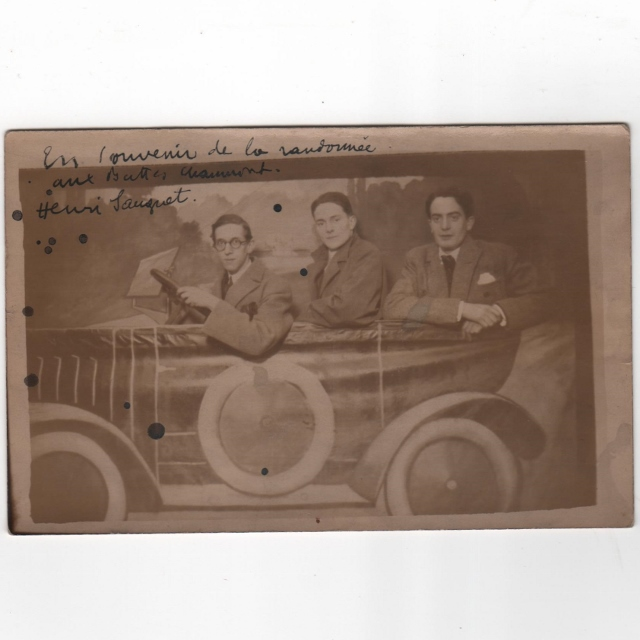
Henri Sauguet au volant, Pierre Lardin au milieu et son frère Jacques à l'arrière.
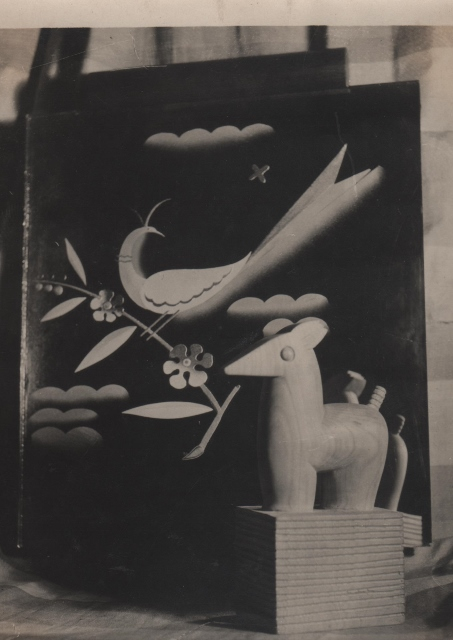
Petite glace gravée avec petite sculpture en sycomore.
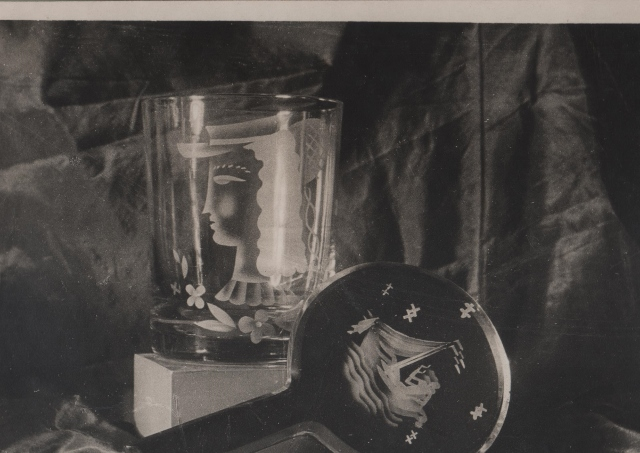
Petit Miroir à main et vase gravés.
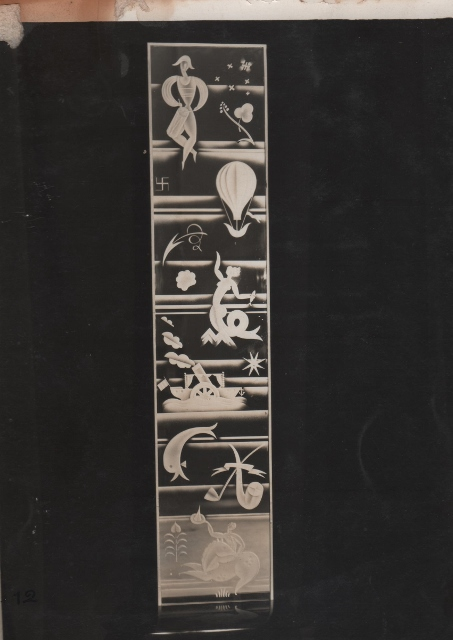
Glace gravée sur socle en palissandre.
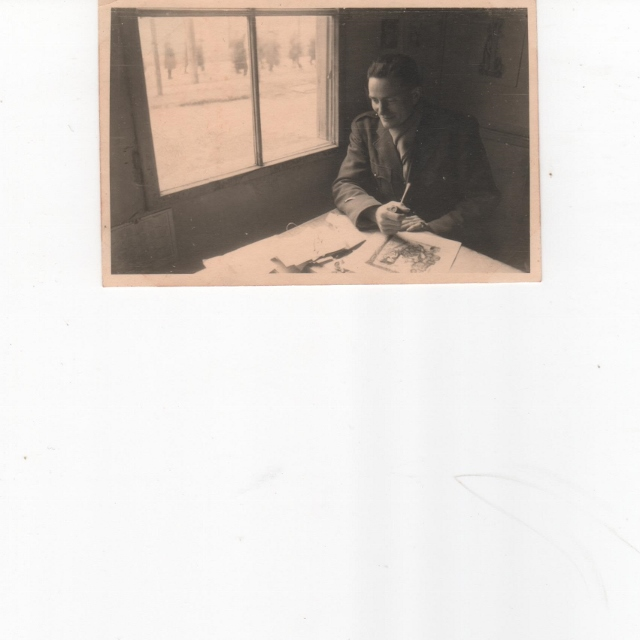
Pierre Lardin au travail à sa table pour la revue le Crack, au stalag en Pologne.

## Élèves
- Bernard Conte.